# باول برادي
باول برادي (بالإنجليزية: Paul Brady) هو عازف قيثارة ومغن مؤلف وعازف بيانو ومغني وملحن أيرلندي، ولد في 19 مايو 1947 في Strabane ‏ في المملكة المتحدة.

## وصلات خارجية
- الموقع الرسمي
- باول برادي على موقع IMDb (الإنجليزية)
- باول برادي على موقع ميوزك برينز (الإنجليزية)
- باول برادي على موقع أول ميوزيك (الإنجليزية)
- باول برادي على موقع ديسكوغز (الإنجليزية)